# シルヴァー・ン・ウッド
『シルヴァー・ン・ウッド』（Silver 'n Wood）は、アメリカ合衆国のジャズ・ピアニスト、ホレス・シルヴァーが1976年に発表したスタジオ・アルバム。

## 解説
「シルヴァー・ン・…」シリーズの第2弾アルバムで、前作『シルヴァー・ン・ブラス』に引き続き、ウェイド・マーカスがアレンジャーを務めた。スコット・ヤナウはオールミュージックにおいて5点満点中3点を付け「LPの片面を占める2つの大作は、それほど印象に残らないが、基本的には力強いソロも相まって、シルヴァーのいつも通りのハード・バップである」と評している。

## 収録曲
全曲ともホレス・シルヴァー作。
トランキライザー組曲 - The Tranquilizer Suite
1. パート1) めざめ - "Keep On Gettin' Up" - 5:31
2. パート2 ) スロー・ダウン - "Slow Down" - 7:04
3. パート3) 前進の時 - "Time and Effort" - 5:41
4. パート4) 救いへの道- "Perserverance and Endurance" - 6:12

創造過程組曲 - The Process of Creation Suite
1. パート1)  刺激 - "Motivation" - 4:55
2. パート2) 行動 - "Activation" - 5:24
3. パート3) 共感 - "Assimilation" - 5:19
4. パート4) 創造 - "Creation" - 7:50

## 参加ミュージシャン
- ホレス・シルヴァー - ピアノ
- トム・ハレル（英語版） - トランペット
- ボブ・バーグ - テナー・サクソフォーン
- ロン・カーター - アコースティック・ベース
- アル・フォスター - ドラムス

下記のミュージシャンはオーバー・ダビングのみ参加。
- ウェイド・マーカス（英語版） - アレンジ
- バディ・コレット、フレッド・ジャクソン・ジュニア - フルート、ピッコロ
- ジェローム・リチャードソン - ソプラノ・サクソフォーン
- ラニー・モーガン - アルト・サクソフォーン
- ジャック・ニミッツ（英語版） - バリトン・サクソフォーン(#3を除く全曲)、フルート(on #3)
- ビル・グリーン - バス・サックス(#3を除く全曲)、フルート(on #3)
- ガーネット・ブラウン - トロンボーン(on #1 - #4)
- フランク・ロソリーノ - トロンボーン(on #5 - #8)